# 尹大目
尹大目（？—？），字大目，曹家的家奴，曹魏建國後，在天子左右侍奉。曾任殿中校尉。

## 生平
正始十年（公元249年），曹芳與曹爽等人前往高平陵拜祭魏明帝。司馬懿在洛邑發動高平陵之變，稱曹爽意圖篡位，奉郭太后意旨罷廢曹爽，又封閉洛陽城城門和佔領曹爽兄弟的軍營。司馬懿派許允、尚書陳泰誘勸曹爽，蔣濟亦與書達司馬懿之旨，又派曹爽所信任的殿中校尉尹大目誘勸曹爽放棄權力回洛陽。事後，曹爽等卻被夷滅三族，尹大目悔恨不己，常思報仇之心。
正元二年（公元255年），文欽與毌丘儉、其子文鴦、文虎起兵討伐司馬師，尹大目知道司馬師的一隻眼睛已經突了出來，病情嚴重，就對司馬師說：「文欽本是您的心腹之人，但被人所蒙蔽，他又是天子同鄉，平時與我互相信任，我願為您去勸解他，讓他恢復與您的舊交。」司馬師同意。尹大目單身騎一匹大馬，披鎧甲，追趕文欽，遠遠地與他說話。尹大目內心是為曹氏著想，他知曉司馬師將死，但不方便直說，於是旁敲側擊說：「你為何不再忍讓幾天呢？」他想讓文欽理解他的意思。但文欽不明白，就大罵：「你是先帝的家人，卻不懂得報恩，反而與司馬師一起作逆，不顧上天，上天也不會保佑你！」於是張弓拿箭想射尹大目，尹大目流淚說：「世事敗矣，你好自為之吧！」